# Эчер
Эчер — село в медье Пешт (Венгрия), возле Будапешта.

## Положение
Эчер имеет словенское название: Ečer, в нём также проживает словенское национальное меньшинство. Он расположен к югу от Будапешта, возле Международного аэропорта Будапешт Ферихедь. Соседними поселениями являются Маглод, Вечеш, Дёмре и Уллё. Автомагистраль M0 проходит возле села. Село расположено на железнодорожном пути 120a (Будапешт — Уйсас — Солнок).

## История
Первое письменное упоминание про Эчер появилось 15 декабря 1315, несмотря на то, что он существовал с 896, когда венгры прибыли в свои нынешние края. Согласно легенде, название села придумал великий принц венгерских племен Арпад. Когда он спросил про название села, в котором он остановился, чтобы немного отдохнуть, местные люди не смогли ему ответить, так что Арпад сказал им: назовите село в честь этого дуба (в пер. на венгерский язык cser).
Во время Турецкого господства (1526—1686) село вымерло, в основном после осады Буды, находившегося поблизости. Первые жители вернулись назад лишь в 1699. Во время «Войны Ракоци за независимость» (1703—1711) от Эчера воевало 11 солдат.

## Достопримечательности
Единственной достопримечательностью в селе является Римская Католическая церковь, основанная в 1740 году.
Село известно на весь мир благодаря фольклорному танцу «Свадьба в Эчере» (Ecseri lakodalmas).

## Население
| Год  | Численность | Численность |
| ---- | ----------- | ----------- |
| 2013 | 3624        | [ 2 ]       |
| 2014 | 3598        | [ 3 ]       |
| 2018 | 3846        | [ 4 ]       |
| 2021 | 4098        | [ 5 ]       |
| 2022 | 4315        | [ 6 ]       |
| 2023 | 4114        | [ 7 ]       |
| 2024 | 4092        | [ 1 ]       |